# 松源河
松源河，位于中华人民共和国福建省西南部和广东省东北部，是梅江左岸支流，发源于福建上杭县湖洋镇太平山，蜿蜒东南流经武平县象洞乡、广东蕉岭县多宝水库、南礤镇多宝村、福建上杭下都镇保安村、广东梅州市梅县区松源镇、桃尧镇等村镇，最后于松口镇东北镇郊村汇入梅江。河长77千米，平均比降4.85‰，流域面积642平方千米。上游松源镇地处闽粤交界，历史上是客家人从闽西、赣南迁徙入梅县的首选之地。明清时期，流域居民基本为客家人。历史上松源河是一条航运繁忙的航道。平时小船可达松源镇凹下圩（坳下），丰水期可直达蕉岭县北寨圩。